# Georg Gottfried Gervinus

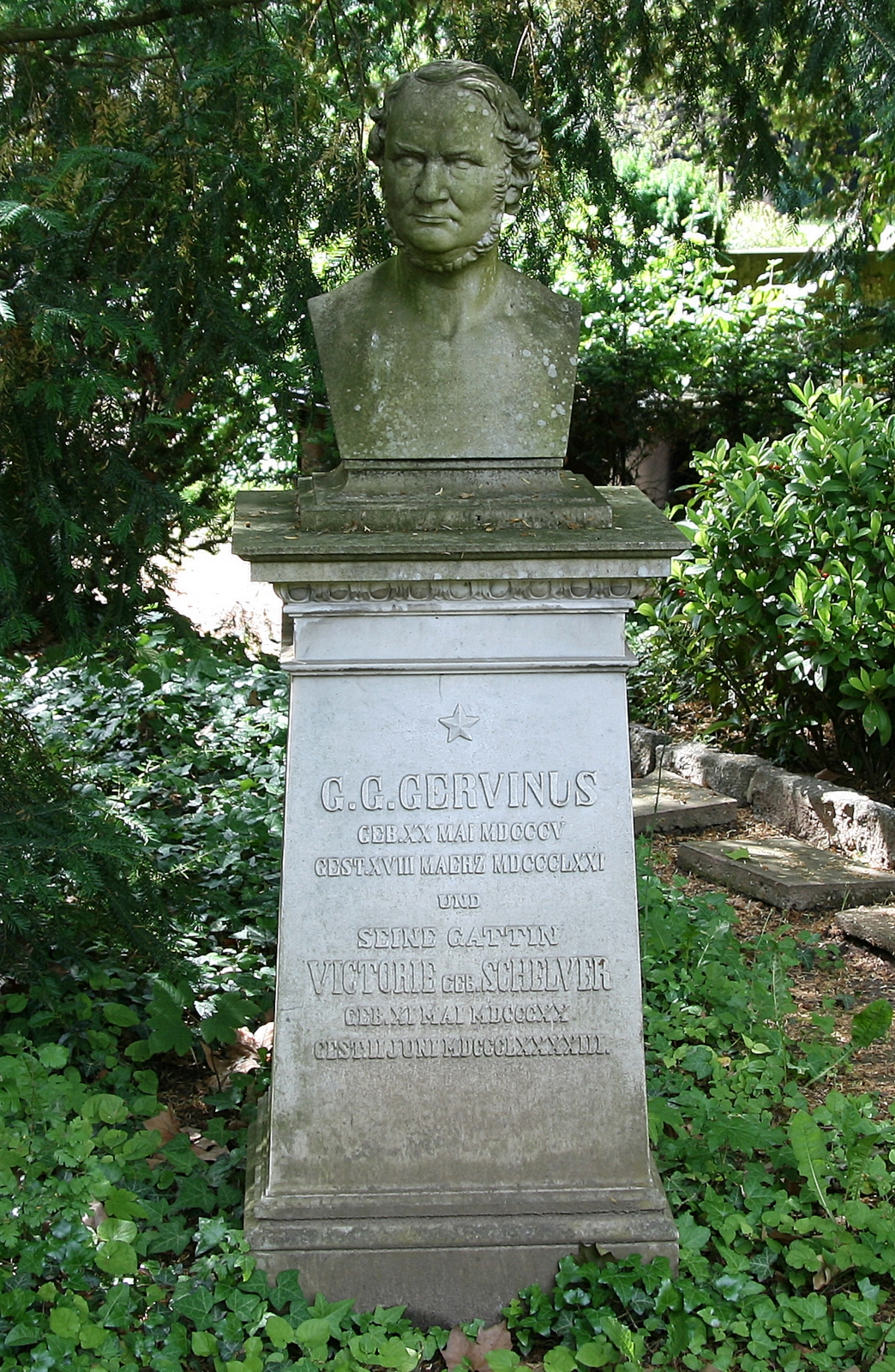
Sírja Heidelbergben

Georg Gottfried Gervinus (G. G. Gervinus) (Darmstadt, 1805. május 20. – Heidelberg, 1871. március 18.) német történetíró, politikus, a frankfurti parlament tagja.

## Élete
1825-ben a giesseni egyetemre iratkozott be. A következő évben a Heidelbergi Egyetere ment, ahol Friedrich Christoph Schlosser hatása alatt történelmi tanulmányokkal kezdett foglalkozni. 1830-ban magántanár lett az egyetemen és 1835-ben kiadta híres munkájának: Geschichte der deutschen National-Litteratur (Lipcse, 1835-42, 5 kötet) első kötetét. (A későbbi kiadások címe: Geschichte der deutschen Dichtung.) Korszakalkotóvá tette ezt az úttörő munkát az a körülmény, hogy Gervinus az első volt, aki a német irodalomtörténetet a politikai és a műveltség-történelemmel a legszorosabb összeköttetésben tárgyalta. 1835-ben a göttingeni egyetemre hívták meg tanárnak és ott írta Grundzüge der Historik (1837) című, mély reflexióról tanúskodó kis munkáját. Göttingeni tartózkodása azonban rövid ideig tartott, mivel a hannoveri alkotmány felfüggesztése ellen hat tanártársával ő is tiltakozott. Emiatt 1837 decemberében állását elveszítette és száműzték. Egy ideig Darmstadtban, majd Olaszországban tartózkodott és 1844-ben Heidelbergben telepedett le. 1847-ben megalapította a Deutsche Zeitungot, mely a Németország szövetséges állammá való átalakítására törekvő pártnak főközlönye lett. 1848-ban tagja volt a frankfurti parlamentnek, de feloszlatása után teljesen visszavonult a politikai élettől. Ezután Shakespeare-ről írt egy terjedelmes tanulmányt (Lipcse, 1849-52, 4 kötet), majd a legújabb kor történelmét dolgozta fel az Einleitung in die Geschichte des XIX. Jahrhunderts és Geschichte des XIX. Jahrhunderts (Lipcse, 1856-66, 8 kötet) című hézagpótló és sok tekintetben úttörő munkáiban. Megérte a német egység megalapítását, de ellenezte a vér- a vas-, valamint a porosz politikát. Emiatti elégedetlenségének a Geschichte der deutschen Dichtung új kiadásának előszavában (1879) adott kifejezést. Sokat fáradt a halle-i Händel-szobor és lipcsei Händel-társulat alapítása körül. Özvegye, Viktoria Gervinus Händel műveinek oktatás szempontjából válogatott kiadását rendezte sajtó alá (1892). Munkái közül, a már említetteken kívül, kiemelendők: Denkschrift zum Frieden an das preuss. Königshaus; Selbstkritik (1872); Händel und Shakespeare. Zur ästhetik der Tonkunst (Lipcse, 1868) és Nekrolog über Friedrich Christoph Schlosser (uo. 1861). 1893-ban jelent meg önéletrajza: Gervinus Leben, von ihm selbst verfasst (Lipcse).

## Magyarul
- Bevezetés a tizenkilenczedik század történetébe; ford. Rózsaági Antal; Franklin, Bp., 1886 (Olcsó könyvtár)